# Эсма-султан (дочь Ахмеда III)
Эсма-султан (тур. Esma Sultan, осман. اسما سلطان‎; 14 марта 1726 — 13 августа 1788) — дочь османского султана Ахмеда III от его наложницы Ханифе Кадын-эфенди. Она была единокровной сестрой султанов Мустафы III и Абдул-Хамида I.

## Биография

### Рождение
Эсма-султан родилась 14 марта 1726 года во дворце Топкапы. Её отцом был султан Османской империи Ахмед III, матерью — Ханифе Кадын-эфенди.

### Замужества
В 1743 году её двоюродный брат султан Махмуд I устроил её брак с Якубом-пашой. Свадьба состоялась в феврале 1743 года во дворце Кадырга. Якуб-паша умер в том же году. После его кончины Эсма-султан вышла замуж за санджак-бея Аданы Юсуфа-пашу, а после и его смерти её следующим мужем стал визирь Мухсинзаде Мехмед-паша. Свадьба состоялась 24 июня 1758 года во дворце Кадырга. Её муж дважды занимал должность великого визиря: с 1765 по 1768 год, а во второй раз с 1771 года до своей смерти в 1774 году.
По некоторым сведениям, Эсма-султан очень интересовалась западной цивилизацией. Она принимала у себя жену и тёщу барона де Тотта, венгерского дворянина, который много лет служил военным советником в Османской империи. Эсма-султан обсуждала с ними свободу европейских женщин и выражала недовольство тем, что её в юном возрасте выдали замуж за старика, который обращался с ней как с ребёнком. После смерти паши она вышла замуж за более молодого человека, который ей нравился больше, но практика посылать мужей дочерей султана в отдалённые провинции разделяла их.

### Собственность
Эсма-султан преобразовала свои средства в контракты маликане, которые были разделены между её протеже и управлялись агентами и подрядчиками.
Эсма-султан также жаловалась на то, что её покойный муж Мехмед-паша обещал ей доход от прибыли Васыфа из Анатолии. Она обвинила того в краже дара, конфисковала его и передала своему собственном клиенту. Поскольку она была близка султану, а у Васыфа не было влиятельных покровителей, он не смог найти никого, кто мог бы заступиться за него, и остался без работы и дохода.
Эсме-султан был выделен особняк Ханчерли-султан в Эйюп-Бахарийе, который получил известность под её собственным именем. Она также владела прибрежным дворцом в Ортакёе и поместьем в Теркосе.

### Благотворительность
В 1779 году Эсма-султан заказала возведение фонтана для души своего покойного мужа Мехмеда-паши, получивший её имя и располагавшийся рядом с намазгахом на площади Кадырга. Она также заказала строительство ещё одного фонтана в том же месте в 1781 году.

## Смерть
Эсма-султан умерла 13 августа 1788 года во дворце Кадырга и была похоронена в мавзолее Мухсинзаде Мехмед-паши в Эюпе.

## Образы в кино
- «Султан-невольник» (2012) — актриса Ханде Казанова[12].